# Five Rings of Moscow
La Five Rings of Moscow (in russo Пять колец Москвы?, Pjat' kolec Moskvy) è una corsa a tappe maschile di ciclismo su strada che si disputa a Mosca, in Russia, ogni anno nel mese di maggio. È inserita nel calendario dell'UCI Europe Tour come evento di classe 2.2.
Creata nel 1993, è rimasta riservata ai dilettanti fino al 2004.

## Albo d'oro
Aggiornato all'edizione 2021.
| Anno | Vincitore                                                            | Secondo                                                              | Terzo                                                                |
| ---- | -------------------------------------------------------------------- | -------------------------------------------------------------------- | -------------------------------------------------------------------- |
| 2005 | Ėduard Vorganov                                                      | Vladislav Borisov                                                    | Evgenij Sokolov                                                      |
| 2006 | Aleksandr Chatuncev                                                  | Denys Kostjuk                                                        | Aljaksandr Kučynski                                                  |
| 2007 | Aljaksandr Kučynski                                                  | Sergej Firsanov                                                      | Aleksandr Mironov                                                    |
| 2008 | Denis Galimzjanov                                                    | Aleksandr Mironov                                                    | Dmytro Krivcov                                                       |
| 2009 | Timofej Krickij                                                      | Andreas Schillinger                                                  | Dirk Müller                                                          |
| 2010 | Sergej Firsanov                                                      | Sergej Rudaskov                                                      | Vitalij Popkov                                                       |
| 2011 | Sergej Firsanov                                                      | Ivan Stević                                                          | Grischa Janorschke                                                   |
| 2012 | Igor' Boev                                                           | Ivan Stević                                                          | Dirk Müller                                                          |
| 2013 | Maksim Razumov                                                       | Denys Kostjuk                                                        | Sergej Klimov                                                        |
| 2014 | Andrej Solomennikov                                                  | Sergej Lagutin                                                       | Oleksandr Polivoda                                                   |
| 2015 | Oleksandr Polivoda                                                   | Andrij Khripta                                                       | Andrej Solomennikov                                                  |
| 2016 | non disputato                                                        | non disputato                                                        | non disputato                                                        |
| 2017 | Jurij Trofimov                                                       | Vladislav Duyunov                                                    | Evgeny Kobernyak                                                     |
| 2018 | Andrey Prostokishin                                                  | Kirill Pozdnyakov                                                    | Artur Eršov                                                          |
| 2019 | Yauhen Sobal                                                         | Gleb Kugaevski                                                       | Vladislav Duyunov                                                    |
| 2020 | annullata per la Pandemia di COVID-19                                | annullata per la Pandemia di COVID-19                                | annullata per la Pandemia di COVID-19                                |
| 2021 | Igor Frolov                                                          | Roman Majkin                                                         | Dmitry Puzanov                                                       |
| 2022 | annullato per decisione dell'UCI dopo l'invasione russa dell'Ucraina | annullato per decisione dell'UCI dopo l'invasione russa dell'Ucraina | annullato per decisione dell'UCI dopo l'invasione russa dell'Ucraina |